# Décès en février 1990
Décès
- 1986
- 1987
- 1988
- 1989
- 1990
- 1991
- 1992
- 1993
- 1994

Pour une information complémentaire, voir la page d'aide.

| Date       | Nom                      | Activités                                                                                       | Âge | Source |
| ---------- | ------------------------ | ----------------------------------------------------------------------------------------------- | --- | ------ |
| 2 février  | Jadwiga Apostoł          | résistante polonaise au nazisme                                                                 | 76  | (pl)   |
| 9 février  | Ilse Hollweg             | soprano allemande                                                                               | 67  |        |
| 9 février  | Georges Dastor           | peintre et affichiste de cinéma français                                                        | 85  |        |
| 11 février | Vladimir Beliaev         | écrivain soviétique                                                                             | 80  |        |
| 12 février | Robert Ouko              | ministre des Affaires étrangères kényan (date incertaine, son corps fut retrouvé le 16 février) | 60  |        |
| 13 février | Guido Seborga            | journaliste, écrivain et peintre italien                                                        | 80  | (it)   |
| 15 février | Henry Brandon            | acteur germano-américain                                                                        | 77  |        |
| 15 février | Michel Drach             | réalisateur français                                                                            | 59  |        |
| 16 février | Volodymyr Chtcherbytskiï | homme d'État soviétique                                                                         | 71  | (en)   |
| 19 février | Michael Powell           | réalisateur américain                                                                           | 84  |        |
| 23 février | Yvan Fortunel            | footballeur français devenu entraîneur                                                          | 66  |        |
| 27 février | Johannes Draaijer        | coureur cycliste néerlandais                                                                    | 26  |        |